# Zelotriadelphia amoena
Zelotriadelphia amoena är en svampart som beskrevs av R.F. Castañeda, Saikawa, M. Stadler & Iturr. 2005. Zelotriadelphia amoena ingår i släktet Zelotriadelphia, divisionen sporsäcksvampar och riket svampar.   Inga underarter finns listade i Catalogue of Life.